# Schefflera pushpangadanii
Schefflera pushpangadanii är en araliaväxtart som beskrevs av Tapas Chakrabarty. Schefflera pushpangadanii ingår i släktet Schefflera och familjen araliaväxter.
Artens utbredningsområde är Nicobarerna. Inga underarter finns listade.